# التهاب الكلية الخندقي
التهاب الكلية الخندقي (يُعرف أيضًا باسم التهاب الكلية الحربي) هو اعتلال كلوي وُصف لأول مرة كمرض مستقل خلال الحرب العالمية الأولى لتمييزه عن التهاب الكلية الحاد. شكَّل التهاب الكلية الخندقى مشكلة حقيقية أثناء الحرب العالمية الأولى، ولم يحدد السبب الأساسي للمرض في ذلك الوقت، وكانت العلاجات غير فعالة، وأدى هذا المرض إلى مقتل 35 ألف بريطاني وألفي أمريكي.
صاغ ناثان رو مصطلح التهاب الكلية الخندقي، وقد ظهر هذا المصطلح لأول مرة في المجلة الطبية البريطانية في عام 1915 على أنه مرض كلوي يؤثر على جنود المشاة البريطانيين في الخنادق في فلاندرز. عانى الجنود من بيلة ألبومينية مفاجئة، وظهور أسطوانات في البول، وارتفاع ضغط الدم، وورم في الساقين أو الوجه، وصداع، والتهاب حلق، وصعوبة في التنفس. اقترح علم التشريح المرضي وجود التهاب أساسي في الأوعية الدموية الصغيرة داخل الكلى. أظهرت الأدلة اللاحقة أن التهاب الكلية الخندقي قد يكون بسبب فيروس هانتا الذي تنقله القوارض.

## خلفية
وصفت أمراض الكلى بالتفصيل قبل الحرب العالمية الأولى على يد العديد من الأطباء مثل السير ويليام أوسلر في عام 1909 وماركوس سيمور بيمبري في عام 1913، ولكن في نوفمبر 1914 (في الأشهر الأولى من الحرب العالمية الأولى) كان هناك أكثر من أربعة ملايين جندي يعيشون ضمن 4000 ميل (6400 كم) من الخنادق. ارتبطت بهذا الوضع ثلاثة أمراض ارتباطًا وثيقًا: حمى الخندق، التهاب القدم الخندقي، والتهاب الكلية الخندقي.

## الحرب العالمية الأولى
أُبلغ عن التهاب الكلية الخندقي لأول مرة في قوة من جنود المشاة البريطانيين في فلاندرز في المجلة الطبية البريطانية في عام 1915. تضمنت المقالة قائمة بالأسباب المحتملة مثل الإنفلونزا والتسمم بالمعادن، وحدث جدل واسع بين الأطباء حول أصل وسبب هذه الحالة، واعتقد بعضهم أنها كانت نتيجة للحمى القرمزية. كتب توماس أوليفر بشكل رسمي في المجلة الطبية البريطانية أن العدوى كانت هي سبب هذا الاعتلال الكلوي الغامض، أما الألمان فذكروا أن المرض حدث في فرقة معينة من جيشهم بين الجنود الذين ينامون على الرصيف وليس عند الذين ينامون على ألواح خشبية. بدأ مجلس البحوث الطبية في التحقيق في المرض الجديد في مستشفى سانت بارثولوميو، ودُرست النتائج خلال اجتماع الجمعية الملكية للطب في فبراير 1916، وكان أوسلر أحد المتحدثين الرئيسيين الأربعة. كان هناك إجماع في ذلك الوقت على أن التهاب الكلية الحاد يحدث بسبب السموم وليس العدوى. لكن لم يكن هذا هو الحال مع التهاب الكلية المكتشف حديثًا وقد نوقش في العديد من المجلات الطبية، ورجَّح العلماء وجود سبب معدي مسؤول عن حالات التهاب الكلية التي تحدث في الخنادق، لكن من جهة أخرى لم تظهر عينات البول والدم وجود أي عدوى، ولم ينتشر المرض بشكل وبائي للمناطق القريبة من الخنادق. 
تعرض الجنود المصابون بالتهاب الكلية الخندقي لظهور مفاجئ للألبومين في البول وارتفاع ضغط الدم وتورم في الساقين والوجه وصداع والتهاب حلق وصعوبة في التنفس وذات رئة وقصبات، مع ملاحظة وجود أسطوانات في البول. ميَّز الأطباء بين التهاب الكلية الحاد والتهاب الكلية الخندقي من خلال التطور البطيء للمرض ونكسه لأكثر من مرة بعد الشفاء. كشف التشريح المرضي عن تضيق في الأوعية الدموية الصغيرة ضمن الكلية وخثرات دموية منتشرة وتكاثر في الخلايا الموجودة في بطانة الأوعية الكلوية، ما يدل على وجود التهاب أساسي في الأوعية الدموية. 
لم يعرف سبب التهاب الكلية الخندقي بدقة أثناء الحرب العالمية الأولى، وبالتالي لم توضع أي إجراءات وقائية. عولج التهاب الكلية الخندقي بطريقة غير فعالة بنفس الطريقة التي كان التهاب الكلية الحاد يُعالج بها قبل الحرب، وتوقفت الأبحاث الخاصة بهذا المرض في عام 1918.